# Pitot-cső

A Pitot-cső fajtái

A Pitot-cső nyomásérzékelő műszer, ami áramlások sebességének mérésére alkalmazható. A Pitot-csövet   Henri Pitot francia mérnök találta fel 1732-ben. A mai formáját Henry Darcy francia tudós alakította ki a 19. század közepén. A fizikáját, illetve a matematikai törvényszerűségeit Daniel Bernoulli fogalmazta meg. (Lásd: Bernoulli törvénye.)
A mindennapi életben leginkább mint a repülőgépek sebességének mérésére használt eszközzel, az ún. Pitot–Prandtl-csővel találkozhatunk, de az iparban az anemométer mellett a leggyakrabban használt áramlásmérő eszköz.

## Működése

### Felépítése
Az egyszerű Pitot-cső egy áramlásba szemből behelyezett áramvonalas homlokfalú csőidom, amelynek belső furatában keletkezik az áramlás hatására a torlónyomás, miközben a furat másik végén (többnyire az áramlás helyétől távolabbra elvezetve) egy nyomásváltozás mérésére alkalmas eszköz található. Fontos, hogy a nyomásváltozás mértékét mindig a környezethez képest mérik, így az egész rendszer tartalmaz egy statikus nyomást érzékelő pontot is. A repülési gyakorlatban ez egy apró furatot jelent vagy közvetlenül a Pitot-csövön, vagy valahol a repülőgép oldalán. A furat kialakítása minden esetben áramlás-semleges pozícióban történik, ez annyit jelent, hogy a mindenkori áramlás irányára merőlegesen helyezkedik el. Sok esetben a legcélszerűbb rögtön a Pitot-csövön megoldani, ekkor az elvezetés koaxiális megoldással történik, azaz duplafalú csövekben, együtt utazik a két nyomásérték a műszer felé. A fentiek értelmében a rendszerben mérhető nyomás két értékből tevődik össze: a mindenhol jelenlévő környezeti statikus nyomásból és az áramlásból adódó dinamikus nyomásból.
A repülőgépek Pitot-csöveit külön fűtőrendszerrel is ellátják, hogy jegesedés-veszélyes időben a rárakódó jég ne okozhasson durva méréshibát. A gép leállítása után szokás a Pitot-csőre védőhuzatot tenni, hogy megóvják a párától, az apró rovaroktól és egyéb szennyeződésektől.

### Sebességmérés
A repülésben a Pitot-csöves műszer az úgynevezett IAS (Indicated Airspeed) sebességet adja, ami relatív sebesség, mivel a szél sebessége is megjelenik a mérés közben: hátszél esetén negatív, szembeszél esetén pozitív előjellel. Emellett az IAS tartalmazza a műszerek beépítéséből, mérési pontatlanságából eredő hibákat, - amiket a CAS (Calibrated AirSpeed) már kiküszöböl. Ha tehát a mérendő áramlás nem állandó, illetve az áramló közeg sem az, ezenkívül a műszer is mozog, figyelembe kell venni az összes sebességtényezőt a megfelelő előjellel és ezek eredője lesz a műszeren leolvasható érték.  A magassággal és hőmérséklettel (a levegő sűrűségváltozása) is korrigált valódi légsebesség a TAS (true air speed). A szél ismeretében számítható, vagy GPS-el mérhető a GS (Ground Speed), a földhöz viszonyított sebesség. További részletek a Repülési alapfogalmak: Helyzetmeghatározás szakaszban találhatóak.

### Jelentősége
Az átesés szócikkben tárgyalt fogalmak tükrében elsődleges szerepet kap a repülés közben mért sebesség, mivel a pilóta számára ez kiemelkedően fontos adat a túl lassú, illetve a túl gyors repülésből eredő vészhelyzetek elkerüléséhez. A repülőgép egyes mechanikus részei csak megadott sebességtartományban ereszthetőek ki, például a fékszárny vagy a futómű.

## Összefüggések

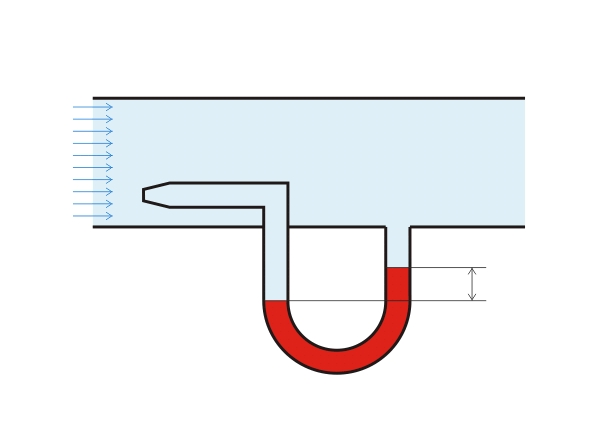
Pitot-cső működésének szemléltetése folyadékban: a bal szélen betóduló folyadék eltolja a nehezebb (piros) folyadék szintjét

A mért egyensúlyi nyomás nem alkalmas az áramló közeg sebességének közvetlen megállapítására, annak ellenére, hogy Bernoulli törvénye kijelenti:
Kiegyenlített nyomás= statikus nyomás + dinamikus nyomás
Ami másképpen felírható:
{\displaystyle p_{t}=p_{s}+\left({\frac {\rho V^{2}}{2}}\right)}
Amiből a sebességet kifejezve:
{\displaystyle V={\sqrt {\frac {2(p_{t}-p_{s})}{\rho }}}}
FONTOS: Ez az egyenlet csakis összenyomhatatlannak tekinthető közegekre alkalmazható, mint általában a folyadékok. A gázokra csak szélsőséges esetekben érvényes.
Ahol:
- {\displaystyle V} a folyadék sebessége;
- {\displaystyle p_{t}} kiegyenlített, vagyis teljes nyomás;
- {\displaystyle p_{s}} a statikus nyomás;
- and {\displaystyle \rho } a folyadék sűrűsége.

A mérhető nyomáskülönbség értéke {\displaystyle p_{2}} – {\displaystyle p_{1}}, vagy {\displaystyle \Delta p} a {\displaystyle \Delta h}-nak megfelelő, ahogy a nyomásmérőn olvasható:
{\displaystyle \Delta p=\rho g\Delta h}
Ahol:
- {\displaystyle \rho } a nyomásmérőben lévő folyadék sűrűsége
- {\displaystyle \Delta h} a manométer (nyomásmérő) kitérése

## Gyakorlati alkalmazásai
- Egy Boeing 777-es utasszállító Pitot-csövei (sárga nyilak jelölik)
- Egy Renault Formula–1-es autóra szerelt Pitot-cső
- Kamov Ka–26 helikopter Pitot-csöve
- Pitot-csövet használó szélerősségmérő (Pitot anemométer)
- Egy tesztrepülő orrára szerelt Pitot-csövön légáramlás-irányjelzők
- Eljegesedés ellen fűthető Pitot-cső